# Cyril Baselios
Moran Mor Cyril Baselios Maphrian ou, quando se refere exclusivamente a ele como arcebispo major, Cyril Baselios Malancharuvil, OIC (nascido James Malancharuvil, 1935 - 2007) foi o primeiro arcebispo major da Igreja Católica Siro-Malankara com sede em Trivandrum, Kerala, elevado pelo Papa João Paulo II.

## Vida
Ele nasceu em Pandalam, Kerala, em 16 de agosto de 1935. Seu nome de nascimento era James Malancharuvil.
Em 1951, ele entrou na Ordem da Imitação de Cristo (OIC) e recebeu o nome religioso de Cirilo. Ele estudou em Roma e foi ordenado sacerdote em 4 de outubro de 1960.

### Educação
Ele recebeu um doutorado em direito canônico pela Pontifícia Universidade Gregoriana em Roma em 1965, depois de fazer um mestrado em psicologia pela St. John's University em Nova York. Ensinou no Seminário Apostólico de São Tomé em Kottayam e no Pontifício Instituto São José, Mangalapuzha, Aluva.

## Carreira
Ele foi nomeado Eparca (Bispo) da Diocese sufragã de Bathery em 28 de outubro de 1978 e consagrado em 28 de dezembro de 1978 por Benedict Mar Gregorios com o nome Cyril Mar Baselios.
Ele foi nomeado arcebispo metropolitano e chefe da Igreja Católica Siro-Malankara em 6 de novembro de 1995. Ele recebeu o palio arquiepiscopal do papa João Paulo II em 9 de janeiro de 1996 na Cidade do Vaticano.

### Arcebispo Maior
A Igreja Católica Siro-Malankara elevou ao status de sui iuris a Igreja Arquiepiscopal Maior em 10 de fevereiro de 2005, de acordo com as normas do CCEO. Ele foi o primeiro siro-malakara a receber o título de arcebispo major e seu título oficial, de acordo com a tradição siríaca ocidental, foi Moran Mor Cyril Baselios Catholicos, concedido anteriormente ao metropolita siro-malabar de Ernakulam – Angamaly e ao metropolita católico ucraniano. de Kiev-Halyč e pouco depois ao Metropolitano Católico Romeno de Făgăraş şi Alba Iulia. Seu lema é "confiança no amor".
Ele tinha boas relações ecumênicas com a Igreja Ortodoxa Indiana, a Igreja Ortodoxa Siríaca, a Igreja Mar Thoma e outras igrejas de St. Thomas.
Moran Mor Cyril Baselios morreu de ataque cardíaco em 18 de janeiro de 2007, em Trivandrum.